# Дельта Янцзы
Дельта реки Янцзы (кит. трад. 長江三角洲, упр. 长江三角洲, пиньинь Cháng Jiāng Sānjiǎozhōu) — регион в восточной части Китая, расположенный около места впадения реки Янцзы в Восточно-Китайское море. Территория включает  Шанхай, южную часть провинции Цзянсу и север провинции Чжэцзян. Распространён диалект У.

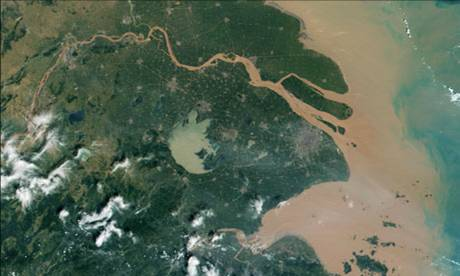
Спутниковый снимок дельты реки Янцзы

В настоящее время область дельты Янцзы является хорошо развитым в экономическом плане регионом, вклад которого в национальный ВВП составляет 21 %. Застройка региона создала крупнейшую городскую агломерацию площадью 99 600 км². В дельте Янцзы проживает 105 млн человек, из которых около 83 млн — городские жители.

## История
Район дельты реки Янцзы является одним из центров возникновения китайской цивилизации. В период с 5000 по 3000 годы до н. э. в районе дельты располагалась неолитическая культура Мацзябан, а в эпоху позднего неолита — Лянчжу (3400-2250 лет до н. э.). В Период Весны и Осени территория дельты входила в царство У, которое было завоёвано Чу в 334 году до н. э. В 223 году до н. э. дельта Янцзы вошла в состав объединённой империи династии Цинь.
В период могущественной династии Тан дельта реки Янцзы начала интенсивно возделываться и заселяться. Регион, включающий большую (правобережную) часть дельты, был с тех пор известен как Цзяннань (то есть земли «к югу от реки»). Начиная с времён Южных и Северных Династий дельта Янцзы является главным культурным и экономическим центром Китая. Основные основанные в древности города региона: Сучжоу, Нанкин, Ханчжоу и Шаосин.
Во времена династий Юань и ранней Мин важным морским портом в регионе был Люцзяган (у г. Тайцан), но впоследствии, из-за заиливания этой гавани речными наносами, роль главного морского порта перешла к Шанхаю.

## Население

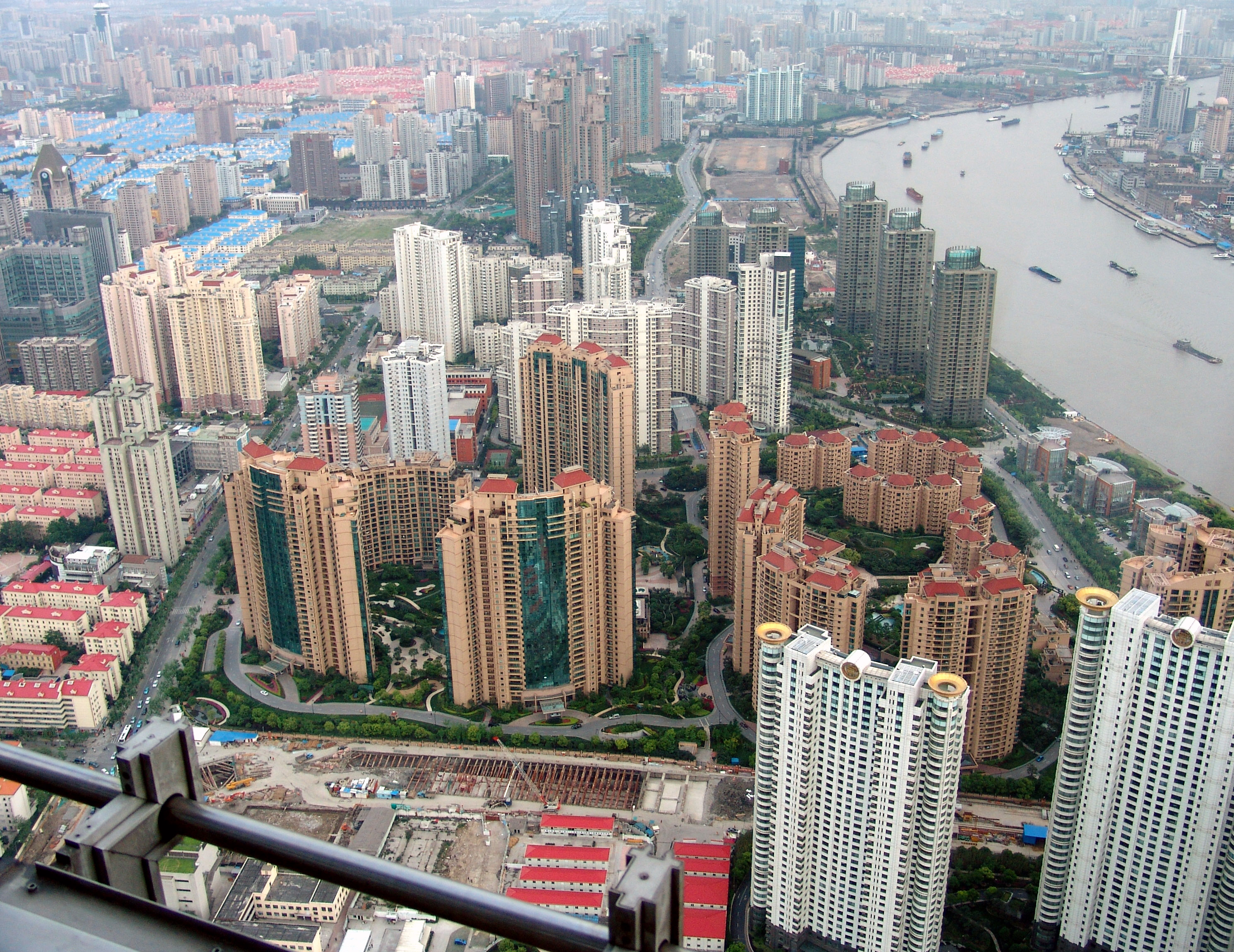
В шанхайском районе Пудун. Справа — приток Янцзы, река Хуанпу

В настоящее время дельта реки Янцзы — это один из наиболее плотно населённых районов планеты. На её берегах расположен один из самых крупных городов — Шанхай с плотностью населения 3800 чел/км².
Родной язык большей части населения (вместе с путунхуа) — диалект У (иногда называемый шанхайским диалектом, хотя он является всего лишь разновидностью У). 

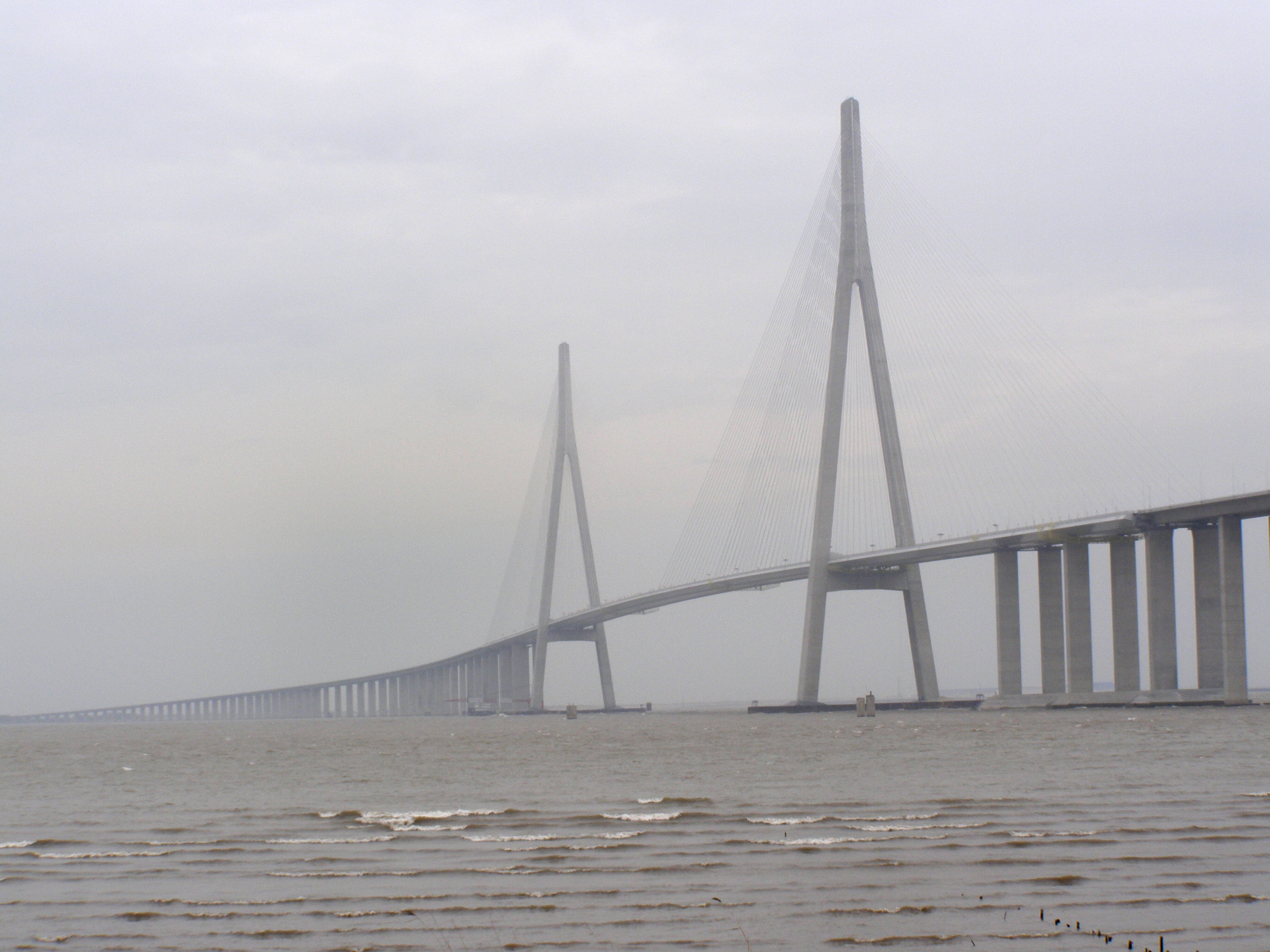
Сутунский мост в дельте Янцзы.

В регион дельты Янцзы входит 20 относительно развитых городов, расположенных в трёх провинциях. В 2004 году вклад региона в национальный ВВП составил 21,6 %.

### Города
- Основные центры: Шанхай[2], Нанкин, Ханчжоу, Сучжоу, Нинбо
- Провинция Цзянсу: Нанкин, Сучжоу, Уси, Наньтун, Чанчжоу, Чжэньцзян, Янчжоу, Тайчжоу
- Провинция Чжэцзян: Ханчжоу, Нинбо, Шаосин, Цзясин, Хучжоу, Чжоушань, Тайчжоу, Цзиньхуа

Во Всемирном фонде дикой природы утверждают, что дельта Янцзы является самым крупным источником загрязнений в Тихоокеанском регионе.